# Бібліотеки України
Бібліотеки України  –  близько 40 000 бібліотечних установ різних категорій: публічні (у т.ч. спеціалізовані для дітей, юнацтва), технічні, сільськогосподарські, медичні, академічні, освітянські, бібліотеки вищих навчальних закладів, бібліотеки для сліпих.

## Публічні

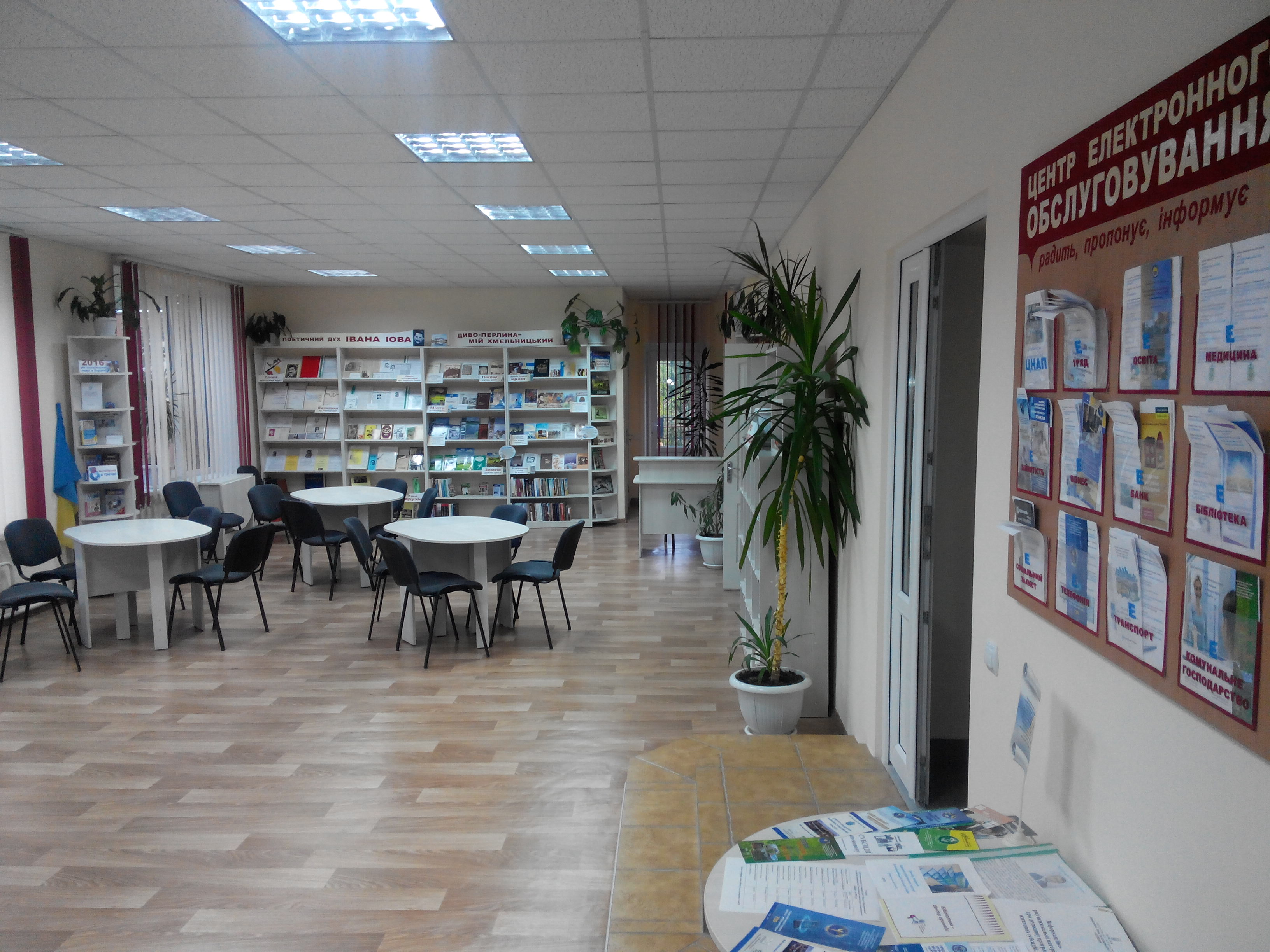
Читальний зал у бібліотеці-філії №8 м. Хмельницький

Станом на 1 серпня 2015 без урахування тимчасово окупованих Автономної Республіки Крим і м. Севастополя та територій Донецької та Луганської областей, в Україні є 15 987 публічних бібліотек (з них 13253 – у сільській місцевості). Загальна кількість працівників бібліотек – понад 36 тис. осіб. Число користувачів — близько 13,7 млн. Бібліотечний фонд публічних бібліотек універсальної тематики становить близько 235 млн одиниць. Доступ до Інтернету має 3,3 тис. (21%) бібліотек.
Загальна кількість комп’ютеризованих робочих місць у публічних бібліотеках – 16,0 тис. 
Книговидача – 266,3 млн примірників. 

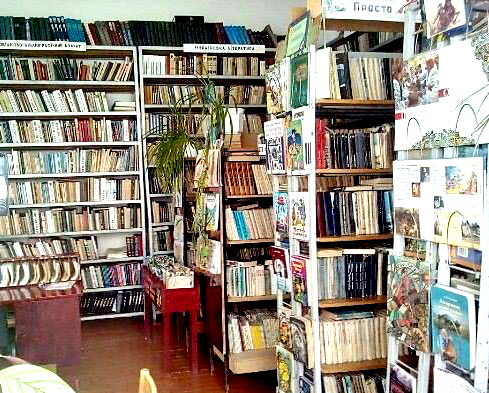
Шкільна бібліотека села Дубрівка Житомирської області

Координуючими науково-методичними центрами є: 
- Національна бібліотека України імені Ярослава Мудрого;
- Національна бібліотека України для дітей;
- Державна бібліотека України для юнацтва.

В Україні функціонує понад 18 тис. публічних бібліотек (з урахуванням бібліотек тимчасово окупованої території АР Крим, м. Севастополя, Донецької та Луганської областей). Із них:
У сфері управління Міністерства культури України знаходяться 4 національні та 2 державні бібліотеки:
- Національна бібліотека України імені Ярослава Мудрого, Національна бібліотека України для дітей, Національна історична бібліотека України, Одеська національна наукова бібліотека.
- Державна бібліотека України для юнацтва та Харківська державна наукова бібліотека імені В. Г. Короленка.

Є також:
- 72 обласних (25 обласних універсальних наукових бібліотек, 22 обласні бібліотеки для юнацтва, 25 — обласні бібліотеки для дітей)
- понад 14 тисяч сільських бібліотек.

## Академічні
Бібліотечно-інформаційна мережа НАН України має два науково-методичні центри: 
- Національна бібліотека України імені В. І. Вернадського;
- Львівська національна наукова бібліотека України імені Василя Стефаника.

Мережа нараховує 96 бібліотек науково-дослідних установ. Сукупний бібліотечний фонд становить понад 32 млн прим. Щорічно мережа обслуговує майже 1 млн користувачів та видає понад 3 млн прим. документів, відвідування вебсайтів бібліотек складає понад 15 млн звернень, а обсяг записів електронних каталогів становить майже 3 млн записів. Кількість працівників бібліотек мережі – понад 1600 осіб.
Більшість (58 бібліотек) мають у своєму кадровому складі одного-двох працівників, по три працівники працюють у 25 бібліотеках, 12 бібліотек мають у своєму складі по чотири працівники, одна бібліотека (Інституту археології) має п’ять штатних одиниць, по шість працівників мають бібліотеки Інституту історії України, проблем матеріалознавства, Інституту біології південних морів, по сім працівників мають бібліотеки інститутів кібернетики, металофізики, фізики напівпровідників, фізики, вісім працівників нараховує бібліотека Інституту літератури.

## Науково-технічні
Діяльність мережі науково-технічних бібліотек координують:
- Державна науково-технічна бібліотека України;
- Державний заклад «Центральна державна науково-технічна бібліотека гірничо-металургійного комплексу України»;
- Науково-технічна бібліотека Державного центру науково-технічної інформації і бібліотечно-бібліографічного обслуговування Південно-Західної залізниці України;
- Центральна науково-технічна бібліотека харчової і переробної промисловості України.

До мережі входять 109 бібліотек, сумарний бібліотечний фонд становить 7,8 млн примірників. Щорічно мережа обслуговує 141,0 тис. користувачів та видає 5,1 млн примірників документів, відвідування вебсайтів бібліотек складає майже 1,5 млн звернень, а обсяг записів до електронних каталогів – 820,5 тис. Кількість працівників бібліотек мережі – 260 осіб.

## Сільськогосподарські
Фахівців аграрної галузі обслуговують 185 наукових сільськогосподарських бібліотек ВНЗ I-IV рівнів акредитації, підпорядкованих Міністерству аграрної політики та продовольства України та науково-дослідних установ системи Національної академії аграрних наук (НААН) України.
Національна наукова сільськогосподарська бібліотека НААН України є координуючим науково-методичним центром для цієї мережі. 
Загалом сільськогосподарські бібліотеки обслуговують до 800 тис. користувачів, до послуг яких документний фонд, що налічує понад 21 млн примірників. Книговидача складає 17,8 млн прим. Кількість працівників мережі – близько 900 осіб.

## Медичні
Є 700 бібліотек медичної галузі різних типів: 
- обласні наукові медичні бібліотеки;
- бібліотеки медичних навчальних закладів;
- бібліотеки науково-дослідних інститутів та лікувально-профілактичних закладів України.

Методичним центром є Національна наукова медична бібліотека України, підпорядкована Міністерству охорони здоров’я України. 
Фонди медичних бібліотек України складають видання загальною кількістю понад 22 млн. прим. (у тому числі й електронні ресурси на оптичних дисках), користувачам видається щорічно майже 20 млн. прим. Кількість користувачів – понад 600 тис. осіб. Кількість працівників медичних бібліотек – понад 1700 осіб.

## Освітянські
Мережа освітянських бібліотек України є найчисельнішою і об’єднує 18066 бібліотек Міністерства освіти і науки України та Національної академії педагогічних наук України, з них – близько 15000 бібліотек загальноосвітніх навчальних закладів. 
Методичним центром є Державна науково-педагогічна бібліотека України імені В. О. Сухомлинського. Сукупний бібліотечний фонд складає 333,2 млн примірників документів. 
Загальна кількість користувачів – 7,7 млн осіб, кількість відвідувань – майже 202 млн. Користувачам видається 49 млн примірників документів щорічно. Кількість працівників – понад 20 тис. осіб.
Є також:
- Науково-педагогічна бібліотека міста Миколаєва.

## ВНЗ

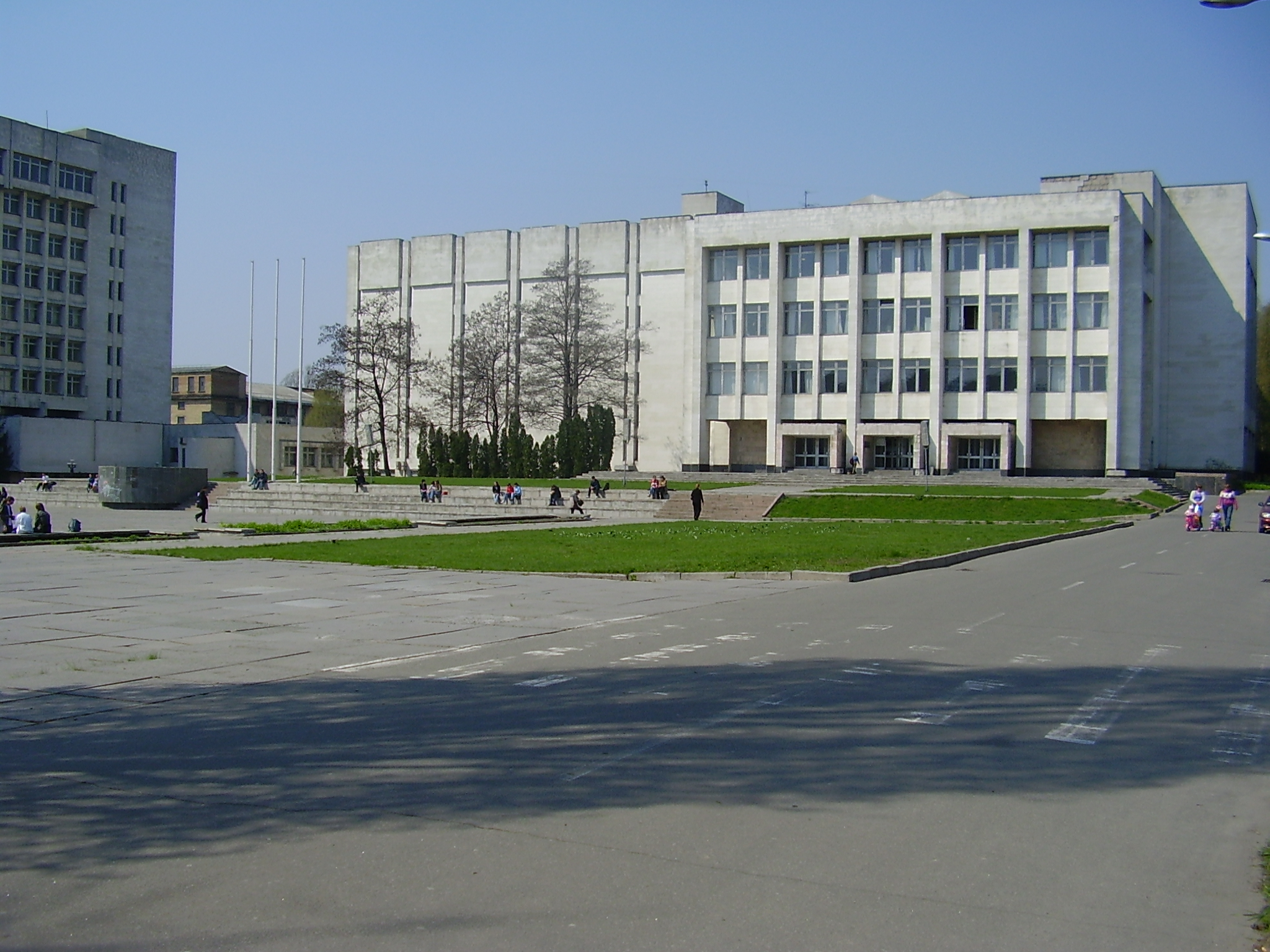
Бібліотека КПІ, у сховищах якої є понад 3 млн друкованих одиниць

До мережі бібліотек вищих навчальних закладів України входить 201 бібліотека різного відомчого підпорядкування. Загальний фонд документів – 120,7 млн примірників, з яких 2,3 млн – електронні видання. Кількість користувачів – 1,7 млн осіб, яким щороку видається понад 105 млн прим. літератури. Загальна кількість працівників бібліотек – близько 6 700 фахівців. Кількість автоматизованих робочих місць – 7 445. 
Методичне керівництво бібліотеками вищих навчальних закладів та координацію їхньої діяльності здійснює Наукова бібліотека імені М. Максимовича Київського національного університету імені Тараса Шевченка

## Для сліпих
Мережа бібліотек для сліпих при Українському товаристві сліпих складає 62 спеціалізованих бібліотеки для сліпих, загальний книжковий фонд яких становить понад 1 млн 162 тис. одиниць зберігання. Кількість читачів – 18,5 тис. осіб, з яких близько 10,8 тис. – інваліди зору.   
Книговидача складає 744,7 тис. примірників Кількість працівників – 92 особи.

## Список областей України за кількістю бібліотек
Нижче наведено список областей України за кількістю бібліотек[які?].
| Регіон                    | 1995 | 2000 | 2005 | 2010  | 2015  | 2016  | 2017  | 2018  | 2019  | 2020  |
| ------------------------- | ---- | ---- | ---- | ----- | ----- | ----- | ----- | ----- | ----- | ----- |
| Україна                   | …    | …    | …    | 19487 | 17272 | 17003 | 16824 | 16601 | 16176 | 16064 |
| Автономна Республіка Крим | …    | …    | …    | 796   | …     | …     | …     | …     | …     | …     |
| області                   |      |      |      |       |       |       |       |       |       |       |
| Вінницька                 | …    | …    | …    | 1010  | 969   | 961   | 957   | 948   | 940   | 930   |
| Волинська                 | 809  | 584  | 579  | 611   | 599   | 597   | 594   | 584   | 572   | 553   |
| Дніпропетровська          | …    | …    | …    | 828   | 800   | 787   | 784   | 773   | 763   | 745   |
| Донецька                  | 1180 | 1067 | 867  | 1013  | 517   | 509   | 491   | 484   | 475   | 467   |
| Житомирська               | …    | …    | …    | 935   | 883   | 804   | 796   | 779   | 766   | 697   |
| Закарпатська              | …    | …    | …    | 505   | 493   | 493   | 488   | 486   | 484   | 479   |
| Запорізька                | 690  | 604  | 550  | 600   | 561   | 547   | 544   | 530   | 494   | 483   |
| Івано-Франківська         | …    | …    | …    | 771   | 765   | 761   | 761   | 757   | 574   | 751   |
| Київська                  | …    | …    | …    | 905   | 891   | 887   | 888   | 886   | 877   | 876   |
| Кіровоградська            | …    | …    | …    | 599   | 581   | 580   | 574   | 572   | 572   | 570   |
| Луганська                 | …    | …    | …    | 755   | 337   | 338   | 328   | 327   | 321   | 321   |
| Львівська                 | …    | …    | …    | 1363  | 1339  | 1333  | 1332  | 1306  | 1269  | 1262  |
| Миколаївська              | …    | …    | …    | 516   | 525   | 522   | 499   | 496   | 490   | 489   |
| Одеська                   | …    | …    | …    | 912   | 861   | 825   | 807   | 784   | 766   | 723   |
| Полтавська                | 1042 | 907  | 860  | 816   | 799   | 794   | 792   | 785   | 770   | 768   |
| Рівненська                | 808  | 589  | 606  | 607   | 603   | 599   | 591   | 600   | 590   | 575   |
| Сумська                   | 883  | 681  | 599  | 595   | 576   | 576   | 572   | 570   | 564   | 557   |
| Тернопільська             | …    | …    | …    | 915   | 896   | 873   | 849   | 818   | 805   | 801   |
| Харківська                | …    | …    | …    | 858   | 827   | 817   | 804   | 802   | 801   | 793   |
| Херсонська                | 576  | 521  | 503  | 531   | 518   | 514   | 510   | 500   | 498   | 498   |
| Хмельницька               | …    | …    | …    | 945   | 929   | 893   | 879   | 843   | 836   | 829   |
| Черкаська                 | …    | …    | …    | 745   | 732   | 726   | 725   | 723   | 718   | 712   |
| Чернівецька               | …    | …    | …    | 407   | 401   | 399   | 396   | 396   | 387   | 379   |
| Чернігівська              | …    | …    | …    | 745   | 727   | 725   | 720   | 709   | 701   | 667   |
| міста                     |      |      |      |       |       |       |       |       |       |       |
| Київ                      | 270  | 141  | 142  | 142   | 143   | 143   | 143   | 143   | 143   | 139   |
| Севастополь               | …    | …    | …    | 62    | …     | …     | …     | …     | …     | …     |

## Російсько-українська війна
Станом на кінець березня 2023 року доступна інформація про 89 повністю зруйнованих бібліотечних будівель внаслідок бомбардувань та ракетних атак російських військ, 298 будівель, що зазнали значних пошкоджень та потребують капітального ремонту, та 304 бібліотеки, які розміщувалися / розміщуються в будівлях, що зазнали незначних пошкоджень та потребують ремонту (заміна вікон, дверей, частковий ремонт даху, фасаду тощо). Водночас, 96 закладам вдалося (переважно за рахунок місцевих бюджетів і волонтерської допомоги) відновити свою роботу після ремонту будівель або після переміщення в інші приміщення. Є втрати і матеріально-технічних засобів (персональні комп’ютери, копіювально-розмножувальна техніка, мультимедійне обладнання, меблі тощо). Так, часткових втрат зазнали 210 бібліотек, а 141 – залишилися без жодних технічних засобів; 358 бібліотек втратили частину своїх документних ресурсів, а в 93 не збереглося жодного документа. За попередніми підрахунками загальні втрати бібліотечних фондів наразі становлять 187 052 примірників.
Окрім того, на тимчасово окупованих територіях України, окупаційна влада не лише вилучає книги з  полиць бібліотек, а свідомо знищує майже всю українську літературу.